# Snelwegincidentscenario
Een Snelwegincidentscenario of SIS is een gestandaardiseerde typering voor een incident op of rond een snelweg. Een SIS regelt de benodigde opschaling, zowel van de hulpdiensten als van de wegbeheerder (Rijkswaterstaat of de provincie). De opschaling van de hulpdiensten kan per regio en locatie verschillen.
Het SIS wordt gebruikt door de Veiligheidsregio Gelderland-Zuid.

## Hoofdgroepen
- SIS 1: Verstoring van het verkeer
- SIS 2: Brand
- SIS 3: Ongeval (hulpverlening)
- SIS 4: Gevaarlijke stoffen
- SIS 5: Ordeverstoring
- SIS 6: Waterongevallen

Elke hoofdgroep is onderverdeeld in meerdere subgroepen, oplopend van de kleinste omvang (1) naar de meest complexe situatie (5).

### SIS 2
- SIS 2.1: Kleine brand (bermbrand, 1 personenauto in brand)
- SIS 2.2: Middelbrand (1 vrachtwagen of 2-4 personenauto's)
- SIS 2.3: Grote brand (5-6 personenauto's of 2 vrachtwagens of 1 autobus in brand) (GRIP 1)
- SIS 2.4: Zeer grote brand (meer dan 6 personenauto's, 3-4 vrachtwagens of een dubbeldekkerbus in brand) (GRIP 1)
- SIS 2.5: Compagniebrand (meer dan 2 autobussen of meer dan 4 vrachtwagens in brand) (GRIP 1)

### SIS 3
- SIS 3.1: Kleine HV (ongeval met 1-2 personenauto's, mogelijk met beknelling en/of gewonde)
- SIS 3.2: Middel HV (3-4 auto's of 1 vrachtwagen met beknelling en/of gewonden)
- SIS 3.3: Grote HV (4-5 auto's of 2-3 vrachtwagens of 1 autobus met beknellingen en/of gewonden) (GRIP 1)
- SIS 3.4: Zeer grote HV (meer dan 6 personenauto's, meer dan 4 vrachtwagens of een dubbeldekkerbus met beknellingen en/of gewonden) (GRIP 1)
- SIS 3.5: Compagnie HV (kettingbotsing met meer dan 15 voertuigen, met beknellingen en/of gewonden) (GRIP 2)

### SIS 4
- SIS 4.1: Ongeval zonder slachtoffers waarbij sprake is van een lekkende brandstoftank
- SIS 4.2: Ongeval met 1 vrachtwagen met vermoedelijk lekkende lading, ongeval met een tankwagen waarbij sprake is van brand
- SIS 4.3: Ongeval met 2 vrachtwagens met vermoedelijk lekkende lading, ongeval met 2 tankwagens waarbij sprake is van brand (GRIP 1)
- SIS 4.4: Ongeval met meer dan 2 vrachtwagens met vermoedelijk lekkende lading of ongeval met meer dan 2 tankwagens waarbij sprake is van brand (GRIP 1)

### SIS 6
- SIS 6.1: Ongeval waarbij een auto of vrachtwagen betrokken is waarbij de auto/cabine en/of de persoon boven water liggen
- SIS 6.2: Ongeval waarbij een auto of vrachtwagen betrokken is waarbij de auto/cabine en/of de persoon onder water liggen